# دييغو سولدانو
دييغو سولدانو (بالإسبانية: Diego Soldano)‏ (18 يناير 1969) ممثل أرجنتيني , ولد في بوينس آيرس وكذلك درس التمثيل في المكسيك.

## سيرته الذاتية
درس التمثيل في مسقط رأسه، وفي المكسيك ، شارك في عدة حلقات عمل في تحييد الأسلوب ونبرة صوتي، درس مع الممثلة جيوفانا وإيدوين ، المدرسة في كاز أثول ،التابع لشركة إنتاج أرغوس في 2011 ، تخرج من مركز الفن للتدريب، في مدينة المكسيك.
وهو يحب العب بالاسكواش.

## المسلسلات
- الراعي (2013)--رودريغو بلماسيدا
- الحب شجاع (2012)--دانتي بارينتا
- بالنسبة لها أنا إيفا (2012)-- غابرييل أوسبينا

## المسرحيات
- المعرض السنوي (2007-2008)
- الذين يعيشون معا (2002)
- جدول عشرة (1998-1999)
- جنون الشباب (1996-1997) (عنوان ميلينو استيبان)

## الأعلانات
في السنوات الأخيرة لقد فعلت أكثر من ثلاثين الإعلانات التجارية,